# Influenza A subtipo H1N2
H1N2 é um subtipo de Influenzavirus A, um género de ortomixovírus, que são os vírus responsáveis pela gripe. Atualmente é endémico em seres humanos e suínos.
H1N1, H1N2 e H3N2 são os únicos subtipos conhecidos do vírus Influenza atualmente circulam entre os seres humanos. 
O vírus não causa doença mais grave do que outros vírus da gripe, e nenhum aumento anormal da atividade da gripe têm sido associados com ele.

## História
Entre dezembro de 1988 e março de 1989, 19 vírus isolados de influenza H1N2 foram identificados em 6 cidades na China, mas o vírus não se espalharam ainda mais.
O A(H1N2) foi identificado durante a temporada de gripe de 2001-2002 (hemisfério norte), no Canadá, nos EUA, Irlanda, Letónia, França, Romênia, Omã, Índia, Malásia e Singapura com o mais antigo surto documentado do vírus ocorrendo na Índia em 31 de maio de 2001.
Em 6 de Fevereiro de 2002, a World Health Organization (WHO) em Genebra e o Public Health Laboratory Service (PHLS) no Reino Unido relataram a identificação de vírus influenza A(H1N2) de seres humanos no Reino Unido, Israel e Egito.
A cepa do vírus Influenza A(H1N2) de 2001-2002 Wisconsin parece ter resultado do rearranjo de genes dos subtipos dos vírus influenza que circulam atualmente A(H1N1) e A(H3N2).